# Luchthaven Fuyang Xiguan
Luchthaven Fuyang Xiguan (Engels: Fuyang Xiguan Airport, Chinees: 阜阳西关机场) (IATA: FUG, ICAO: ZSFY) is een vliegveld dat de stad Fuyang in de provincie Anhui, China bediend.